# Florence Sitruk
Florence Sitruk (n. 1974, Heidelberg), es una intérprete de arpa. 
Apasionada intérprete del repertorio del siglo XX, ofreció estrenos mundiales de dos importantes conciertos en 2002: su interpretación con la Orquesta Filarmónica de Heidelberg del concierto sinfónico de Ami Maayani (Israel) y el Concertino para arpa y cuerdas del húngaro Ferenc Farkas, profesor de Kurtag y Ligeti que obtuvo la mayor resonancia. Como músico de cámara, disfruta especialmente de la estrecha cooperación con el Keller-Quartet de Budapest y el Ciulionis-Quartet de Vilna, donde fue nombrada profesora invitada de música de cámara en la Academia Lituana de Música a los 26 años.